# Грабарак
Грабарак је насељено место у Републици Хрватској у Загребачкој жупанији. Административно је у саставу Јастребарског. Простире се на површини од 2,87 km²

## Становништво
Према задњем попису становништва из 2001. године у насељу Грабарак није било становника. Према попису из 1991 Грабарак је имао 6 становника.
Кретање броја становника по пописима 1857—2001.
| година пописа  | 1857. | 1869. | 1880. | 1890. | 1900. | 1910. | 1921. | 1931. | 1948. | 1953. | 1961. | 1971. | 1981. | 1991. | 2001. |
| бр. становника | 56    | 47    | 37    | 57    | 43    | 39    | 36    | 37    | 38    | 37    | 26    | 11    | 0     | 6     | 0     |